# Мирјана Данчуо
Мирјана Данчуо (Карловац, 16. јануар 1929) оперска певачица.
Сопран Мирјана Данчуо је оперска певачица и певачица оперета. У Ријеци и Загребу, где је започела каријеру, наступала је од 1952. до 1964. године. У загребачком позоришту „Комедија“ певала је у оперетама. Од 1964. године је првакиња Опере у Ослу, Норвешка. Певала је насловне улоге у Вердијевим операма "Аида“, "Отело“, "Дон Карлос“, "Трубадур“, у Бизеовој "Кармен“, Пучинијевој "Тоска“, Штраусовој "Дон Жуан“, Бетовеновој "Фиделио“ и другима.